# Siphluriscidae
De Siphluriscidae vormen een familie van haften (Ephemeroptera).

## Geslachten
De familie Siphluriscidae omvat slechts het volgende geslacht:
- Siphluriscus Ulmer, 1920